# Бальбін
Де́цим Це́лій Кальві́н Бальбі́н (лат. Decius Caelius Calvinus Balbinus; близько 178 року н. е.— 238 року н. е.) — римський імператор у квітні — липні 238 року. Керував імперією разом із Пупієном впродовж усього 99 днів під час так званого року шістьох імператорів.

## Походження і кар'єра
Про Бальбіна до обрання його імператором відомо досить мало. Він походив із шляхетної патриціанської родини, за однією із версій, був нащадком Публія Целія Бальбіна Вібуллія Пія, консула-ординарія 136 чи 137 р. та його дружини Аквілії. Якщо ці дані вірні, тоді Бальбін пов'язаний з родиною Квінта Помпея Фалькона та політика і інженера I ст. Юлія Фронтіна. Бальбін був сином (прийомним чи рідним) Целія Кальвіна, легата Каппадокії у 184 р. За іншою версією він був сином Децима Целія Бальбіна, консула-ординарія 213 р.
За свідченням Геродіана, Бальбін керував багатьма провінціями, але список семи провінцій, що наводиться в «Історії августів», так само як і твердження про те, що Бальбін був проконсулом римських провінцій Азія та Африка, здається суцільною вигадкою. Точно відомо, що він двічі був консулом: вперше в 203 чи 211 р., вдруге — 213 р. разом з Каракаллою, що є ознакою того, що він користувався прихильністю імператора).
Незважаючи на досвід керування військовими силами, Бальбін все ж краще працював у цивільній сфері. Він заробив любов та повагу оточуючих порядністю, добротою та бездоганністю. Будучи гарним поетом та ритором, Бальбін був також схильним до розкоші. Втім, його позитивні якості компенсували недоліки, через що Бальбіна поважали в Сенаті.

## Правління
Коли в Африці імператорами були проголошені Гордіан I та Гордіан II, Сенат, очікуючи на їхнє прибуття до Риму, призначив комісію з двадцяти осіб, включаючи Бальбіна, для координації дій проти Максиміна Фракійця. Дізнавшись про загибель Гордіанів та побоючись помсти з боку Максиміна, сенатори на закритому засіданні у храмі Юпітера обрали імператорами Пупієна та Бальбіна. На той час Бальбіну було близько 70 років. Точні причини його обрання невідомі, окрім лише того, що він був старшим сенатором, багатим та мав зв'язки в суспільстві.
Незадоволенні вибором Сенату, народні маси не дозволили пройти новим імператорам до Капітолія, де їх мали освятити та надати їм імперську владу. Бунтівники вимагали, щоб керування державою надалось комусь із роду Гордіанів. Вони почали закидати палками та камінням нових імператорів — Пупієна та Бальбіна, а також створили натовп перед входом до пагорба. Не маючи іншого рішення, Пупієн та Бальбін наказали привести до них малолітнього онука Гордіана I, сина його дочки, Марка Антонія Гордіана (Гордіана ІІІ), якому на той час було 13 років — під час смути на Капітолії він залишався удома. Обидва імператори посадили його на плечі задля того, щоб кожен бачив молодого Гордіана, та разом із ним вирушили до Капітолія.
Пупієна та Бальбіна проголосили імператорами в Храмі Юпітера Капітолійського 22 квітня, а тринадцятирічного хлопчиську зробили їхнім співправителем та спадкоємцем (церазем) під ім’ям Гордіан III. Бальбін та Пупієн були повністю рівними в правах (на відміну від Гордіана, який був призначений лише номінально) і навіть одночасно мали посади великих жерців, що раніше не траплялось при співправлінні імператорів. Вони прийняли титул «Батьки Вітчизни» (в інших варіаціях "Батьки Сенату") та стали августами.
Пупієн, який рушив із своїм військом до Равенни, аби відбити наступ Максиміна, оцінював свої шанси досить скептично, проте битви не сталося, бо Максиміна було вбито своїми ж солдатами під час осади Аквілеї, а його голову будо доставлено до Равенни. Пупієн, прийнявши колишніх вояків супротивника до своїх легіонів, відправив військо назад до відповідних провінцій та повернувся до Риму лише з преторіанською гвардією та власною охороною.
Бальбін зі свого боку не впорався із підтримкою порядку у столиці. Тому імператорам довелося відвернути увагу від армії та взятися за вирішення соціальних проблем, що викликало гнів військовиків, які вже з жалем згадували вбитого Максиміна.
Після перемоги над Максиміном правління Пупієна та Бальбіна почалося над усією імперією, хоча й деякі провінції, що були лояльними колишньому імператору, ще намагалися дати відсіч. Не дивлячись на рівні можливості та обов’язки, суперечки між двома августами були постійними. Бальбін не без причин вважав, що суровий та дисциплінований Пупієн мав наміри стати одноосібним володарем, а сам Пупієн насміхався з Бальбіна через його слабість та боягузтво. Головною суперечкою між імператорами став напрямок наступного військового походу: Пупієн бажав піти на Сасанідів, а Бальбін — на готів. Постійні конфлікти між августами згодом повністю підірвали вірність війська, яке розподілилось на два табори: тих, що сумували за часами Максиміна та тих, хто вважав, що Гордіан має отримати повну владу. 
Тому 29 липня, під час Капітолійських ігор, Преторіанська гвардія вторглась до імператорського палацу, де оточила Пупієна, в той час, як вірні йому германці знаходились в іншій частині будівлі, місці засідання Бальбіна. Пупієн наказав Бальбіну відправити допомогу, але Бальбін, вважаючи, що це змова Пупієна, не став цього робити. Унаслідок цього преторіанці схопили обох старих імператорів (на той час Пупієну було 70, а Бальбіну — 60 років), роздягнули їх та повели містом до свого табору, б’ючи їх та насміхаючись. Проте вірні імператорам германці почали переслідувати імперську гвардію, тому преторіанці були змушенні вбити Пупієна та Бальбіна, не пройшовши і половини шляху. Таким чином правління Пупієна та Бальбіна тривало всього 99 днів. Після цього преторіанці, не знаючи кого обрати імператором, визнали їм Горідана III, який у 13 років став наймолодшим керівником об'єднаної Римської імперії за всю її історію. Також поширювалися чутки, що саме Гордіан наказав стратити імператорів з метою отримання одноосібної влади.

## Саркофаг Бальбіна
У мистецтві Римської імперії Бальбін залишився завдяки своєму саркофагу. Протягом свого нетривалого правління Бальбін наказав виготовити для себе та своєї дружини (чиє ім'я невідоме) мармуровий саркофаг. Його було знайдено поблизу Аппієвої дороги та реконструйовано. Він є єдиним саркофагом часів Римської імперії, що зберіглися до сьогодні. На кришці зображено фігури Бальбіна та його дружини, а на боці — сам Бальбін у військовому вбранні, хоча він і був цивільною людиною, на відміну від військовика Пупієна.